# Изоляционный эксперимент
Изоляцио́нный экспериме́нт — эксперимент, который предполагает полную или частичную изоляцию человека или группы людей на строго оговорённое количество времени в рамках научного исследования и/или в рамках профессиональной подготовки. Изоляционный эксперимент проводится с целью изучения реакции организма на длительное пребывание в экстремальных условиях, изучение психологической совместимости в изолированной малой группе, моделирование нештатных ситуаций с необходимостью выполнения сложной операторской деятельности, а также отработки образцов и технологических режимов перспективных систем обеспечения жизнедеятельности, сбора и обработки медико-биологической и психологической информации.

## История изоляционного эксперимента
Лингвистический эксперимент фараона Псамметиха I
Фараон Древнего Египта Псамметих I хотел экспериментальным путём узнать, какой язык является самым древним. Он предполагал, что если лишить детей возможности слышать чужую речь и подражать ей, то рано или поздно они начнут произносить слова, которые можно будет назвать самыми древними. Для этого Псамметих I отобрал двух младенцев и поместил их в условия полной изоляции. К младенцам был приставлен пастух, который ухаживал за ними. Через некоторое время один из детей начал говорить слово «бекос», протягивая руки к пастуху. Псамметих I выяснил, что это слово созвучно с фригийским обозначением хлеба. Таким образом в Древнем Египте фригийский язык признали самым древним.
Аналогичный эксперимент проводил Император Священной Римской империи Фридрих II, который предполагал, что дети, которые никогда не слышали человеческую речь, начнут говорить на самом первом языке, на котором общались Адам и Ева в Раю. Для этого он приказал изолировать двух младенцев и приставил нянек для ухода за детьми. Фридрих II велел им ухаживать за младенцами, но ни в коем случае не разговаривать. Итогом эксперимента стал тот факт, что дети остались немыми.
Изоляционный эксперимент Дональда Хебба
Дональд Хебб в 1950-х годах исследовал эффекты сенсорной депривации на аспирантах, чьё участие в эксперименте оплачивалось. Их поместили в тесные комнаты с кроватью и столом, чуть больше метра в ширину и двух метров в длину, где они должны были проводить время наедине с собой и своими мыслями. Для ограничения сенсорного восприятия аспиранты носили картонные рукава, светорассеивающие очки для уменьшения зрительных ощущений и П-образные подушки, которые закрывали уши. Изоляция испытуемых была частичная, так как научные сотрудники регулярно приносили им еду и отводили в туалет. Но эксперимент продлился всего неделю, хотя был рассчитан на шесть, так как никто не смог провести в изоляции такого рода больше недели. Большинство аспирантов думали, что посвятят время в изоляции построению планов и размышлениям о текущих учебных задачах, но оказалось, что в ситуации сенсорной изоляции невозможно сосредоточить свои мысли на чём-либо конкретном; кроме того, процесс мышления был нарушен и в других отношениях: почти у всех участников эксперимента начались галлюцинации. Кто-то видел в комнате собак, которых там не было, а другие слышали звуки музыкальной шкатулки или пение церковного хора.
Эксперимент по субъективной оценке времени
В 1962 году Мишель Сифр решил провести эксперимент, где он выступал в роли испытуемого. Он должен был провести в одиночестве в пещере Скарассон два месяца, наблюдая за субъективной оценкой течения времени. 16 июля 1962 года Сифр спустился в пещеру, в которой уже были подготовлены запасы продукты, электрические батареи, книги, оборудование и протянута телефонная связь. На поверхности было организовано круглосуточное дежурство. По условиям эксперимента, Сифр должен был сообщать на поверхность каждый раз когда просыпался и ложился спать, и сколько, по его мнению, времени. Кроме того, два раза в «сутки» он должен был сосчитать до 120 за 2 субъективных минуты. Эксперимент закончился 14 сентября, в то время как Сифр думал, что ещё только 20 августа.
Космические изоляционные эксперименты
Первый космический изоляционный эксперимент проводился с ноября 1967 года по ноябрь 1968 года институтом медико-биологических проблем. Эксперимент назывался «Год в земном звездолёте» и был проведён с целью испытания систем жизнеобеспечения и оценки возможности обитаемости в гермообъекте. В 1971—1975 годах в наземном экспериментальном комплексе проводились исследования для создания и отработки методик и способов адаптации человека к условиям длительного космического полёта. Результатом стало изучение реакции организма и его отдельных систем на длительное пребывание в экстремальных условиях. С течением времени изоляционные эксперименты становились всё длиннее и исследовали не только техническую и медицинскую составляющую работы космонавта, но и поведение членов экипажа. Первый изоляционный эксперимент по изучению поведения смешанного основного экипажа и моделирование ситуаций острого периода адаптации был проведён в 1983 году и длился 60 суток. Задачи, которые ставила перед собой космонавтика усложнялись с каждым годом, и в 2006 году началась проработка вопроса о моделировании реального пилотируемого полёта человека к другой планете. С ноября 2007 по ноябрь 2011 года проводился эксперимент «Марс-500». С 2017 года изоляционные эксперименты института медико-биологических проблем проводятся в рамках проекта «SIRIUS».
Первым крупным европейским экспериментом в области космической медицины стал проведённый в 1990 году эксперимент ISEMSI (Isolation Study for European Manned Space Infrastructures) — Изучение воздействия изоляции по программе EMSI. Эксперимент продолжался с 17 сентября по 15 октября 1990 года. Эксперимент проводился на базе норвежского центра подводной техники NUTEC в городе Берген. Официальными целями эксперимента стали: получение информации по различным аспектам невро-психо-физического состояния человека в условиях длительной изоляции;
получения опыта по организации работы экипажей исследователей в условиях, имитирующих космический полёт. В результате исследования были отработаны принципы организации экспериментов по моделированию космического полёта, по обеспечению режима работы экипажа и методики поддержания психологического климата в экипаже.
В 1991 году был построен американский научно-исследовательский центр по изучению систем Земли — Биосфера-2, расположенный в Оракуле, штат Аризона. 26 сентября 1991 года в «Биосферу» вошли четверо мужчин и четыре женщины. Но эксперимент пошёл не по плану из-за просчета проектировщиков в системе быстро заканчивался кислород. Еще испытуемым не хватало еды. Это было из-за того, что один из наблюдателей, доктор Валфорд был сторонником теории лечебного голодания и проводил над экипажем свои эксперименты. К осени 1992 года содержание кислорода в атмосфере купола снизилось до 14 %, и люди начали задыхаться. Руководитель эксперимента принял решение закачать в систему кислород извне и разрешил участникам использовать неприкосновенные запасы пищи. Эксперимент был доведён до конца, но миссия была признана провальной. Отдельные эксперименты на «Биосфере» продолжаются и в 20-х годах XXI века.
Наземный экспериментальный комплекс (НЭК) Архивная копия от 31 октября 2021 на Wayback Machine ИМБП РАН продолжал работать после «Года в земном звездолёте». С 1971 по 2000 г. в НЭКе проводились серии экспериментов разной длительности, где отрабатывали способы адаптации человека к условиям длительного космического полёта. Наиболее интересными были HUBES-94, ЭКОПСИ-95 и SFINCSS-99. В первом из них моделировался полёт космонавта ЕКА на борту орбитальной станции «Мир» (программа EURO-MIR-95). В эксперименте ЭКОПСИ-95 учёные пытались сформулировать понятие психофизиологической комфортности среды обитания и проверяли, можно ли управлять динамикой малой группы.

## Примеры изоляционных экспериментов XXI века
Марс-500. Эксперимент проходил под руководством Роскосмоса и Российской академии наук, а Европейское космическое агентство выступило основным международным партнёром проекта. На протяжении 520 суток шестеро испытуемых находились в замкнутом гермокомплексе. Эксперимент был максимально приближен к реальному космическому полёту на Марс с возвращением на Землю. Проект осуществлён Институтом медико-биологических проблем РАН в Москве.
Проект SIRIUS — международный исследовательский проект, в котором изучаются вопросы медико-биологического и психологического обеспечения длительных пилотируемых космических полётов, главной целью которого являлось исследование особенностей адаптации человеческого организма к условиям изоляции в гермообъекте, имитирующей космический полёт по окололунной орбите или пребыванию на Луне. Проект «SIRIUS» является закономерным продолжением проекта «Марс-500». NASA обратилось к институту медико-биологических проблем РАН с целью проведения серии изоляционных экспериментов по подготовке полёта на Луну. Первый эксперимент под названием SIRIUS Архивная копия от 10 апреля 2021 на Wayback Machine был проведён в 2017 году.
Французский изоляционный эксперимент Deep Time Архивная копия от 31 октября 2021 на Wayback Machine. Миссия Deep Time направлена на изучение восприятия времени человеком. 14 марта 2021 года семь женщин и восемь мужчин изолировались в пещере Ломбривес в Арьеже на 40 дней с целью изучения адаптационных возможностей человека к потере пространственно-временных ориентиров. Добровольцев обеспечили всем, что необходимо для жизни, а их состояние анализировали специалисты с помощью электронных датчиков. Итогом эксперимента стал вывод, что человеческая способность к адаптации частично зависит от способности справляться с дезориентацией, возникающих в результате попадания в новые условия жизни, и понимание времени.

## Сурдокамерный эксперимент
Сурдокамерный эксперимент — это один из видов изоляционного эксперимента, чаще всего применяющийся в космической психологии. Сурдокамера представляет собой специальное герметичное и звукоизолированное помещение. В неё не проникает свет или звук извне. Космонавт должен провести в таком помещении пять суток, причем 72 часа он должен провести без сна. Это так называемый режим непрерывной деятельности. Научно-практическими задачами сурдокамерных экспериментов являются изучение феноменологии, генеза и экспертной значимости характерных для совокупности лимитированных экологических и социально-психологических параметров психических состояний космонавтов; изучение индивидуального стиля деятельности; совершенствование метода сурдокамерного эксперимента как метода изучения и воспитания личности космонавта; получение различной медицинской, психофизиологической, психологической информации, разработка рекомендаций космонавту по совершенствованию индивидуального стиля деятельности; разработка рекомендаций руководству по целенаправленному использованию космонавтов в программах космических исследований.